# Baton (geologia)
| okres / system                         | epoka / oddział   | wiek / piętro | Wiek (mln lat) |
| -------------------------------------- | ----------------- | ------------- | -------------- |
| kreda                                  | wczesna           | berrias       | młodsze        |
| jura                                   | górna (malm)      | tyton         | 145,0–152,1    |
| jura                                   | górna (malm)      | kimeryd       | 152,1–157,3    |
| jura                                   | górna (malm)      | oksford       | 157,3–163,5    |
| jura                                   | środkowa (dogger) | kelowej       | 163,5–166,1    |
| jura                                   | środkowa (dogger) | baton         | 166,1–168,3    |
| jura                                   | środkowa (dogger) | bajos         | 168,3–170,3    |
| jura                                   | środkowa (dogger) | aalen         | 170,3–174,1    |
| jura                                   | wczesna (lias)    | toark         | 174,1–182,7    |
| jura                                   | wczesna (lias)    | pliensbach    | 182,7–190,8    |
| jura                                   | wczesna (lias)    | synemur       | 190,8–199,3    |
| jura                                   | wczesna (lias)    | hettang       | 199,3–201,3    |
| trias                                  | późny             | retyk         | starsze        |
| Podział jury według ICS, sierpień 2012 |                   |               |                |

Baton (ang. Bathonian):
- w sensie geochronologicznym: trzeci wiek środkowej jury, trwający według przyjmowanego do 2012 roku przez Międzynarodową Komisję Stratygrafii podziału jury około 3 miliony lat (od 167,7 ± 3,5 do 164,7 ± 4,0 mln lat temu)[1]; w roku 2012 Komisja poprawiła datowanie na od 168,3 ± 1,3 do 166,1 ± 1,2 mln lat temu[2]. Baton jest młodszy od bajosu a starszy od keloweju.

- w sensie chronostratygraficznym: trzecie piętro środkowej jury, wyższe od bajosu a niższe od keloweju. Stratotyp batonu nie jest jeszcze zatwierdzony. Dolną granicę batonu określa się na podstawie pierwszego pojawienia się amonita Parkinsonia (Gonolokites) convergens (Buckman, 1925).

Nazwa piętra (wieku) pochodzi od nazwy miasta Bath (Somerset, Anglia).

## Fauna batonu

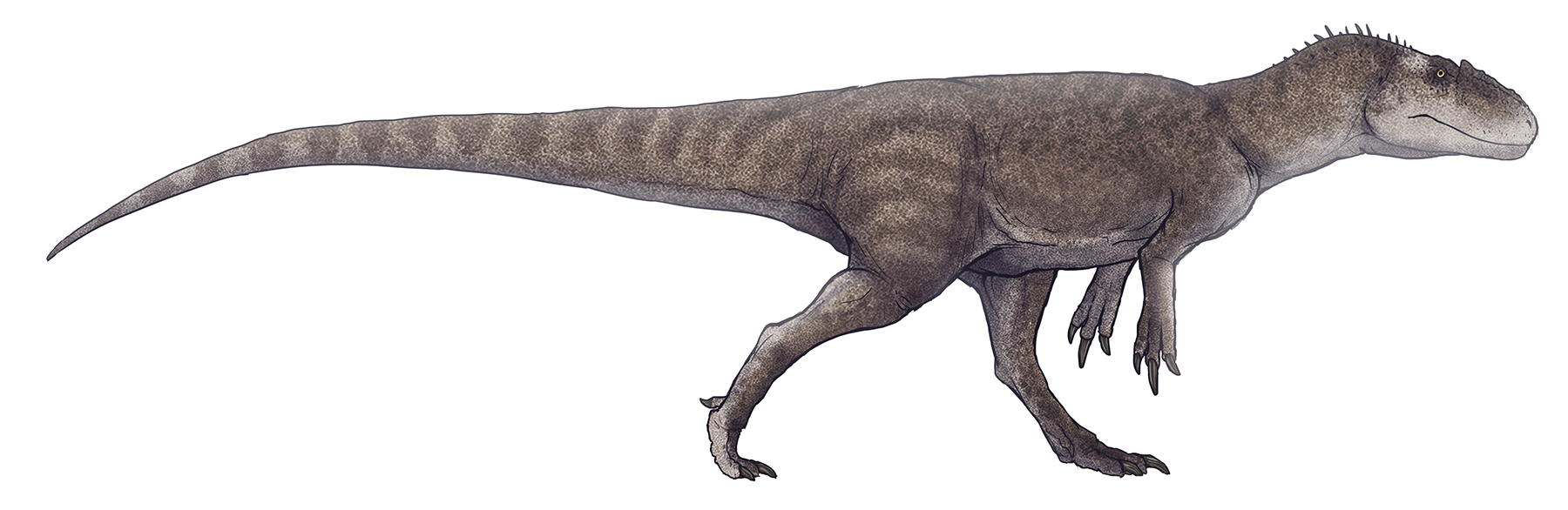
Gazozaur

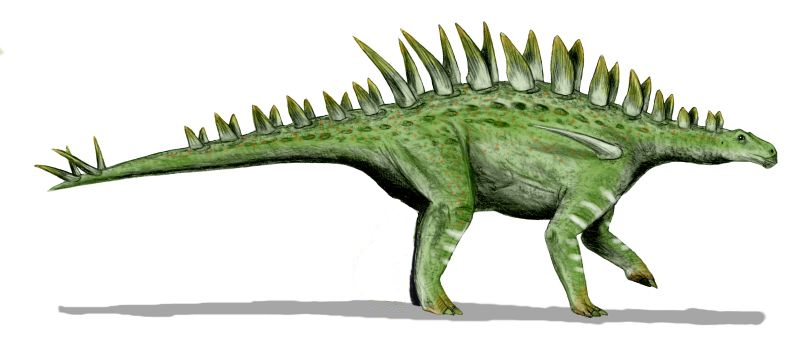
Huajangozaur

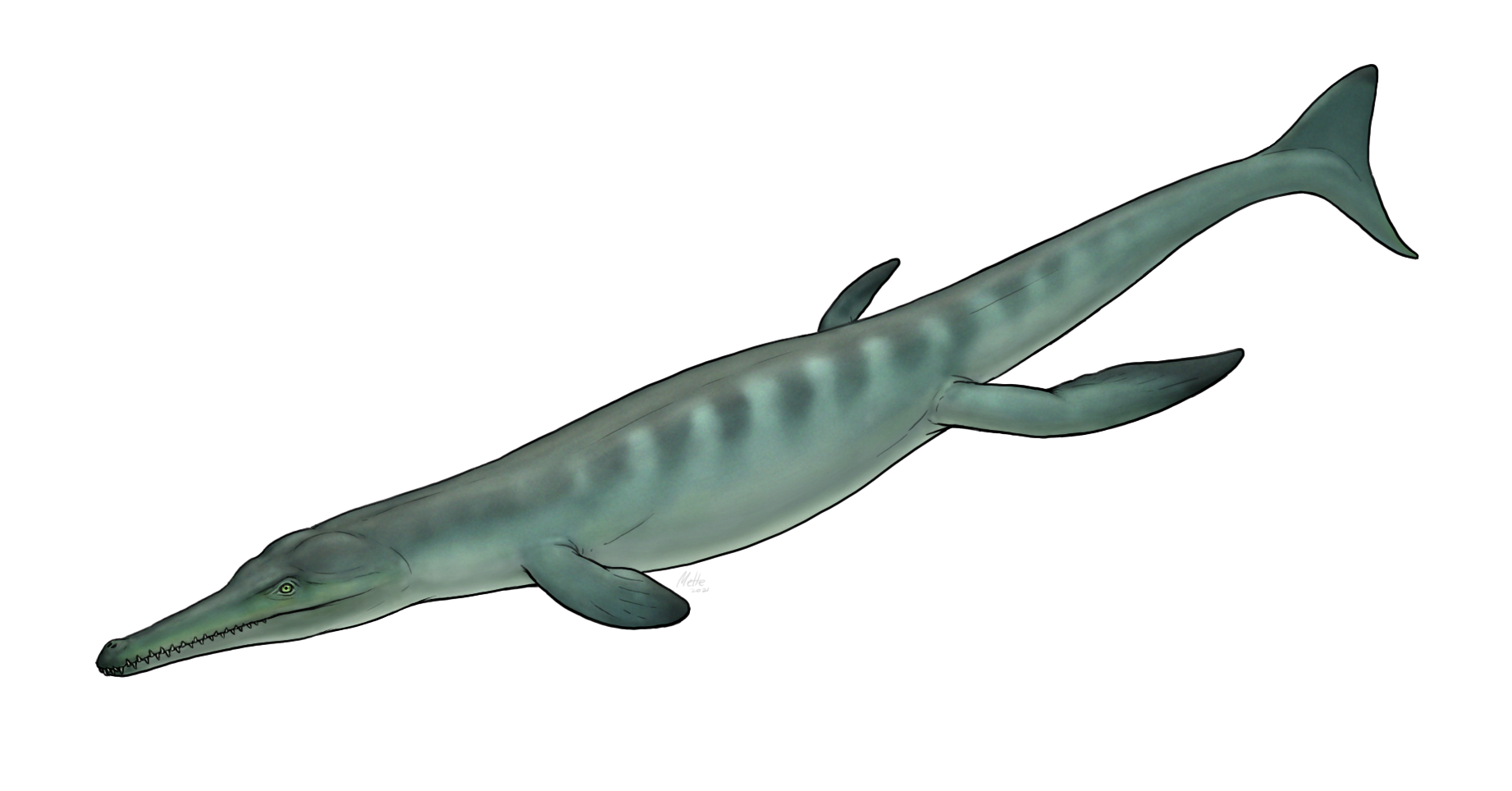
Metriorynch

### Teropody
- Iliozuch – tyranozauroid; Anglia
- Szechuanoraptor – karnozaur albo celurozaur; Syczuan (uważany bywa za nomen nudum)
- Gazozaur – karnozaur; Chiny
- Megalozaur – megalozaur; Anglia, także Francja i Portugalia

### Zauropody
- Atlazaur – brachiozaur; góry Atlas w Maroku
- Abrozaur – Macronaria; Syczuan
- Kardiodon – turiazaur; Anglia
- Szunozaur – cetiozaur; Syczuan

### Ankylozaury
- Tienczizaur – ankylozaur; Chiny

### Stegozaury
- Huajangozaur – huajangozaur; Syczuan

### Pozostałe ptasiomiedniczne
- Agilizaur – być może ornitopod; Syczuan
- Hexinlusaurus – bazalny dinozaur ptasiomiedniczny; Syczuan
- Siaozaur – Syczuan

### Krokodylomorfy
- Metriorynch – Thalattosuchia; Anglia, Francja, Niemcy[3], Argentyna[4], Chile[5]
- Steneosaurus – Thalattosuchia; Wielka Brytania, Francja, Niemcy, Szwajcaria, Maroko
- Teleozaur – Thalattosuchia[6]
- Teleidosaurus – Thalattosuchia[7]

### Belemnity
- Produvalia